# Time For Annihilation
Time For Annihilation...On the Record and On the Road es el primer álbum en vivo de la banda de rock Papa Roach. Fue lanzado el 31 de agosto del 2010. Jerry Horton dijo en un blog de la web oficial de la banda que lo grabaron en el tour con Shinedown. Más tarde, Jacoby Shaddix dijo en el sitio web que cinco nuevas canciones habían sido escritas y serían grabadas y lanzadas en el álbum Time For Annihilation. "Kick in the Teeth" es una de estas cinco canciones, y fue lanzada como sencillo el 22 de junio del 2010. El nombre del álbum es una cita de la letra de la canción "Crash" del álbum de la banda del 2006, The Paramour Sessions.

## Historia
En enero del 2010, la banda también dijo en su página web que pronto publicarían 'Grandes Noticias'. En febrero, Jerry Horton confirmó que las 'Grandes Noticias' era el anuncio de un álbum en vivo, que grabaron durante cinco shows de su tour de 2009 con Shinedown. También estaban grabando cinco nuevas canciones, haciendo una combinación de estudio y en vivo.
En marzo, Jacoby dijo que estaba grabando para las canciones "Nemesis" y "No Matter What". Ese mes, la banda también lanzó un anuncio preventivo del álbum en vivo, confirmando que el lanzamiento sería en verano de 2010. En junio, en la radio de Nikki Sixx, Sixx Sense, Jacoby confirmó que una de las nuevas canciones se llamaba "One Track Mind". La canción fue previamente llamada "Nemesis" pero fue cambiada a "One Track Mind" después de que Jacoby cambiara el estribillo de la canción.
El 29 de junio, el sello original de la banda, Geffen Records, lanzó un recopilatorio de grandes éxitos de la banda, titulado "...To Be Loved: The Best of Papa Roach". La banda, sin embargo, le dijo a los fanes que no lo compraran.

## Sencillos
El 17 de abril, la banda tocó una nueva canción llamada "Burn" en el Chili Cook Off. El 30 de abril, la banda tocó otra nueva canción llamada "Kick In the Teeth". La banda anunció que "Kick in the Teeth" sería el nuevo sencillo.
Amazon.com confirmó que "Kick In the Teeth" sería lanzado como sencillo el 22 de junio.. El 30 de junio, el vídeo oficial para "Kick In the Teeth" fue lanzado en Vevo y YouTube. "Kick In the Teeth" fue usado en SportsCenter el 17 de agosto. La canción debutó en el número 15 en la lista UK Rock.
El 31 de agosto, la banda confirmó que los siguientes sencillos serían "Burn" y "No Matter What". El 2 de septiembre, Jacoby dijo en Twitter que la banda había filmado un vídeo para "No Matter What", diciendo que era posiblemente el mejor vídeo que la banda había hecho. La filmación para el vídeo de "Burn" fue el 5 de septiembre.

## Mensaje secreto
En el álbum hay un mensaje especial grabado por Jacoby Shaddix. Es escuchado en los últimos 19 segundos en "Last Resort (en vivo)". El mensaje alienta a los fanes a ayudar a luchar contra la indigencia y la hambruna. Le pidió a los fanes a sacar sus teléfonos y mandar un mensaje a WhyHunger para donar $5 a ellos.

## Lista de tracks
Todas las canciones fueron escritas y compuestas por Jacoby Shaddix y Tobin Esperance.

Todas las canciones escritas y compuestas por Jacoby Shaddix y Tobin Esperance, a menos que se indique.. 
| N.º | Título                                 | Escritor(es)                                                  | Duración |  |
| 1.  | «Burn»                                 | Jacoby Shaddix, Tobin Esperance, Bobby Huff                   | 3:26     |  |
| 2.  | «One Track Mind»                       | Jacoby Shaddix, Tobin Esperance, James Michael, David Bendeth | 3:26     |  |
| 3.  | «Kick in the Teeth»                    | Jacoby Shaddix, Tobin Esperance, Huff                         | 3:11     |  |
| 4.  | «No Matter What»                       | Jacoby Shaddix, Tobin Esperance, Michael, Bendeth             | 3:33     |  |
| 5.  | «The Enemy»                            | Jacoby Shaddix, Tobin Esperance, Bendeth                      | 3:38     |  |
| 6.  | «Getting Away with Murder» (En vivo)   | Jacoby Shaddix, Tobin Esperance                               | 4:14     |  |
| 7.  | «...To Be Loved» (En vivo)             | Shaddix, Esperance                                            | 3:55     |  |
| 8.  | «Lifeline» (En vivo)                   | Shaddix, Esperance, Michael                                   | 4:18     |  |
| 9.  | «Scars» (En vivo)                      | Shaddix, Esperance                                            | 4:59     |  |
| 10. | «Hollywood Whore» (En vivo)            | Shaddix, Esperance, Horton                                    | 4:08     |  |
| 11. | «Time Is Running Out» (En vivo)        | Shaddix, Esperance                                            | 3:57     |  |
| 12. | «Forever» (En vivo)                    | Shaddix, Esperance, Dave Buckner, Horton                      | 6:50     |  |
| 13. | «Between Angels and Insects» (En vivo) | Shaddix, Esperance, Buckner, Horton                           | 5:09     |  |
| 14. | «Last Resort» (En vivo)                | Shaddix, Esperance, Buckner, Horton                           | 5:39     |  |

Edición para Reino Unido

| N.º | Título                                         | Escritor(es)                        | Duración |  |
| 15. | «I Almost Told You That I Loved You» (En vivo) | Shaddix, Esperance, Michael         | 3:15     |  |
| 16. | «Dead Cell» (En vivo)                          | Shaddix, Esperance, Buckner, Horton | 6:09     |  |
| 17. | «No Matter What» (Demo)                        | Papa Roach, Michael, Bendeth        | 4:06     |  |

Edición Reino Unido DVD

| N.º | Título                              | Escritor(es) | Duración |  |
| 1.  | «Kick In the Teeth» (En vivo)       |              | 3:15     |  |
| 2.  | «Kick In the Teeth» (Vídeo musical) |              | 3:11     |  |
| 3.  | «EPK (Inside Look)» (En vivo)       |              | 6:16     |  |

## Personal
- Jacoby Shaddix - voz principal
- Jerry Horton - guitarra principal y coros
- Tobin Esperance - bajo y coros
- Tony Palermo - batería y percusión

## Posiciones
| Lista (2010)          | Posición |
| --------------------- | -------- |
| Germany Albums Charts | 40       |
| US Billboard 200      | 23       |